# Edwin Lascelles, 1.º Barão Harewood
Edwin Lascelles, 1º Barão Harewood (1713, em Barbados - 25 de janeiro de 1795) foi um rico e proprietário de plantação de ascendência Inglês.

## Início da vida
Ele era o filho mais velho de Henry Lascelles (1690-1753) e Mary Carter. Seu pai dividir a fortuna da família, deixando o irmão mais novo de Edwin Daniel como chefe do negócio, enquanto aumentando a Edwin como um senhor da casa sobre as suas propriedades inglesas. Ele foi educado na Trinity College, em Cambridge  e em um Europeu Grand Tour.

## Serviço de guerra, o Parlamento
Ele lutou contra o Jacobitas (1745), e entrou Parlamento como o PM para Scarborough desde 1744 até 1754. Ele foi posteriormente MP para Yorkshire 1761-1780 e para Northallerton 1780-1790 (herdando o último assento de seu pai Henry e seu irmão Daniel). Por 1748 Edwin foi instalado como Senhor da Manor de Harewood e ele construiu Harewood House 1759-1771.
Em filhos a morte de Daniel em 1784 e sua única outra irmã morte de Henry, dois anos depois, Edwin foi deixado o único responsável da fortuna, à qual acrescentou 22 plantações de trabalho, mais de 27.000 acres (110 km 2 ) de propriedade das Índias Ocidentais e 2947 escravos se rendeu aos credores dos fazendeiros como os plantadores moratória de dívidas por causa da guerra da independência americana, no valor de £ 293.000 (cerca de £ 28,3 milhões hoje). Um grande número de plantadores dependia da venda de açúcar e melaço para as colônias americanas para a renda.
Ele foi feito Barão Harewood, de Harewood, no condado de York, em 9 de julho de 1790, mas morreu sem filhos e o título tornou-se extinto. A fortuna passou para seu primo Edward Lascelles (1740-1820), primeiro conde de Harewood.

## Casamentos
Ele era casado primeiro a Elizabeth Dawes, filha do senhor Darcy Dawes, 4 Baronet, em 5  de Janeiro de 1746-1747. Seu segundo casamento foi com Lady Jane Fleming, filha de William Coleman e Jane Seymour, e viúva de Sir John Fleming, 1.º Baronete, em 31  de Março de 1770. Seus enteadas eram Jane Stanhope, Condessa de Harrington e Seymour Fleming, depois notou para a separação escândalo envolvendo seu marido Sir Richard Worsley, 7.º Baronete. Uma imagem de Seymour ainda paira na Harewood House.